# Blas Bellver
Blas o Blai Bellver (Játiva, 1818 - 1884), escritor, periodista, impresor y tipógrafo español en lengua española y valenciana.

## Biografía
A los trece años dejó los estudios entró como aprendiz en Valencia en la imprenta de Catalina Rius, viuda de Manuel Monfort, de apellido famoso en la historia de la imprenta valenciana. En 1836 volvió a Játiva y abrió una innovadora imprenta; en 1840 estampó la primera obra que se ha conservado un programa de fiestas local. Adoptó el procedimiento de la cromolitografía y fue adquiriendo la tecnología de imprenta más moderna y revolucionaria de la época: aparatos movidos por agua y vapor, luego por gas y al fin por electricidad; usó aparejos de estereotipia y galvanoplastia, plegadores mecánicos, etc. Consiguió fama por la elaboración de cartapacios para la introducción caligráfica de los escolares (sus Cuadernos de instrucción pública, que llegó a exportar a todo el mundo, sobre todo a Alemania) y se especializó en ediciones relacionadas con la enseñanza, catecismos religiosos, cromos, pliegos de soldados, calcomanías y estampas, aunque también tuvieron gran difusión sus coloquios, aucas y folios sueltos. Imprimió periódicos como La Fortuna (1844), El Setabense (1848) y La Correspondencia del Júcar (1870). Fue el impresor preferido de Vicente Boix; la Sociedad Económica de Amigos del País de Valencia le concedió un premio por sus innovaciones y además fue distinguido con el nombramiento de Impresor de la cámara del rey de España. Se le atribuye el primer llibret de falles y contribuyó a la publicación de hasta 13 cabeceras de diarios.
También destacó como periodista polémico republicano federal y valencianista, anticlerical y preocupado por los temas escolares, entre ellos la difusión del valenciano. Asimismo ejerció de escritor satírico en valenciano y en español, imitando del estilo de Bernat y Valdoví; su famoso La creu del matrimoni, representá en la falla de la plasa de la Trinitat en l’añ 1866 un "cuento fantástico y viaje al Infierno" le valió ser excomulgado por el Arzobispo de Valencia.

## Obras
- Versos alusius á la peixca de Aladroch (1865)
- Eclipses del matrimonio (1867)
- Escenas de Carnaval
- El vendedor de estudiantes (1868)
- Una serenata, Juguete lírico dedicado a Játiva y sus mujeres (1877)
- ¡Pobra Eixátiva! (1879)
- Gran fira en la ciutat d’Eixàtiva, en el dies 15, 16 i 17 del mes d’Agost de 1879 (1879).
- La creu del matrimoni, representá en la falla de la plasa de la Trinitat en l’añ 1866 , cuento fantástic, un viache a l’infern.

- Datos: Q5730010